# Jukka Hartonen
Jukka Markus Hartonen (Kiihtelysvaara, 14 marzo 1969) è un ex fondista finlandese.

## Biografia
Originario di Kiihtelysvaara, comune in seguito accorpato a Joensuu, in Coppa del Mondo ottenne il primo risultato di rilievo il 3 marzo 1991 a Lahti (10º) e il primo podio il 18 dicembre 1994 a Sappada (2º). In carriera prese parte a due edizioni dei Giochi olimpici invernali, Albertville 1992 (non concluse la 50 km) e Lillehammer 1994 (13º nella 30 km), e a tre dei Campionati mondiali (14º nella 50 km a Falun 1993 il miglior risultato). Ritiratosi dalle competizioni nel 1998, tornò a gareggiare nel 2005, partecipando ai Campionati finlandesi e ad altre prove minori (gare FIS, Scandinavian Cup) fino al definitivo ritiro nel 2016.

## Palmarès

### Coppa del Mondo
- Miglior piazzamento in classifica generale: 21º nel 1994
- 3 podi (tutti a squadre[1]):
  - 3 secondi posti